# Língua dogri

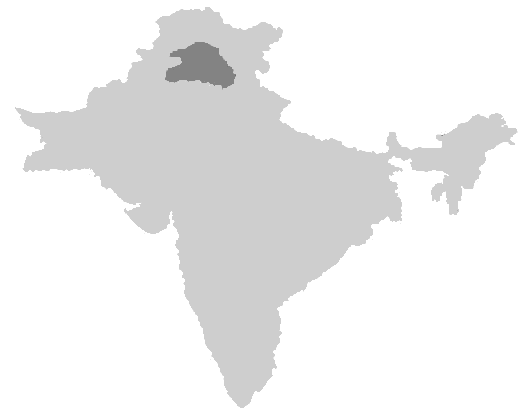
Áreas da Índia e do Paquistão onde Dogri e seus dialetos são falados.

Dogri é uma língua indo-ariana falada na Índia (Himachal Pradesh, Panjabe, Jammu), na Caxemira,  no Paquistão, sendo uma das 22 línguas oficiais da Índia. Os falantes do dogri chamam-se dogras, e a região que habitam é conhecida como Duggar. O dogri pertence ao grupo pahari ocidental de idiomas. A língua é chamada de pahari no Paquistão (na região da Caxemira administrada por esse país). Para um indo-europeu, o dogri é uma língua tonal. um traço comum com outras línguas pahari ocidental e com a Língua panjabi.

## Tons
Do ponto de vista indo-europeu, o dogri é uma língua tonal. Para os não falantes de dogri que não identifiquem bem os conceitos de fonética, essa diferença (tonal-não tonal) é entendida como um único som, embora percebam que a sílaba é, no caso, tônica. Esse é traço comum do dogri com as demais pahari ocidentais e com a língua panjabi. Para os falantes nativos do panjabi, principalmente os que usam os dialetos do norte como o hindko e o potwari/mirpuri esses tons do dogri são bem compreensíveis e identificáveis.
| Sentença   | Tom               | Português                    |
| ---------- | ----------------- | ---------------------------- |
| Kora ha.   | Igual (não varia) | Era um chicote               |
| Kora ha.   | Desce-Sobe        | Era um cavalo.               |
| Kora ha.   | Subindo           | Era amargo.                  |
| Das kīyān? | Descendo          | Porque são dez?              |
| Das kīyān. | Subindo           | Diga-me como (isso ocorreu). |

## Algumas palavras
| Dogri         | Dogri  | Português | Comparação                                                                                                |
| ------------- | ------ | --------- | --- |
| آہ / ऑह       | Ah     | Sim       | Haan (Hindi, urdu, panjabe), Aa (caxemiri), Ho (pashto)                                                   |
| کنے / कन्ने     | Kanne  | Com       | Saath (hindi/urdu), Sityə (caxemiri), Naal (panjabe)                                                      |
| نکے / नुक्के     | Nukke  | Sapatos   | Jootey (hindi, urdu), Chhittar/Juttiaan (panjabe) , khor baan (caxemiri)                                  |
| پت / पित्त      | Pit    | Porta     | Darwaza (hindi/urdu/panjabe/caxemiri), Buha (panjabe), Bar (caxemiri)                                     |
| کے / के        | Ke     | O que     | Kya (hindi/urdu/caxemiri), Kee (panjabe)                                                                  |
| کى / की        | Kī     | Por que   | Kyon (hindi/urdu/panjabe), Kyazi (caxemiri), Kate/Kanu (panjabe)                                          |
| ادوانہ / अद्वाना | Adwana | Melancia  | Tarbooz (hindi/urdu), Hadwana (panjabe/persa), hyandwand (caxemiri), Mateera (panjabe), Indwanna (pashto) |
| دنيہ / दुनिया    | Duniyā | Mundo     | Duniya (urdu/panjabe/caxemiri/persa/árabe), Sansaar (hindi/panjabe/caxemiri)                              |

## História
O astrólogo grego Pulomi, que acompanhou Alexandre, o Grande na sua campanha de 323 a.C. no subcontinente indiano, se referiu a alguns habitantes de Duggar como "uma corajosa família dogra vivendo nas cadeias montanhosas de Shivalik." No ano de 1317 Amir Khusro, famoso poeta das línguas hindi e persa, se referiu aos duger (dogri) ao descrever as línguas e dialetos da Índia como: "Sindhi O’ Lahori O’ Kashmiri O’ Duger."

### Origem do nome
Intelectuais da corte do marajá Ranbir Singh, de Jammu e Caxemira, descreveram 'Duggar' como uma forma distorcida da palavra 'Dwigart,' que significa "dois cochos", possivelmente referindo-se aos lagos  Mansar e Sruinsar.
O linguista George Grierson relacionava o termo 'Duggar' à palavra rajastani 'Doonger', cujo significa "monte", e 'Dogra' com 'Dongar'. Esta opinião não teve apoio devido à inconsistência das ostensivas mudanças do rajastani para o dogri (principalmente no que se refere à questão de como 'Doonger' se tornou 'Duggar', enquanto 'Donger' se tornou 'Dogra'), e foi negada por alguns estudiosos.
Há ainda mais uma hipótese para a origem da palavra 'Durger' no Museu Bhuri Singh  (em Chamba, Himachal Pradesh). A palavra significa "invencível" em diversas línguas do Norte da Índia, e poderia ser uma alusão à dureza do terreno e também às sociedades dogras, historicamente militares e autônomas.
Em 1976, especialistas presentes à Sessão de Línguas da 'Conferência Oriental Pan-Indiana', realizada em Dharwar, Karnataka, não conseguiram chegar a um consenso sobre as hipóteses 'Dwigart' e 'Durger', porém conseguiram apontar uma conexão entre 'Doonger' e 'Duggar'. Numa edição subsequente da conferêncuia, realizada em Jaipur em 1982, os linguistas concordaram que a cultura, a língua e a história do Rajastão e de Duggar compartilhavam alguns pontos em comum. Sugeriu-se também que as palavras 'Duggar' e 'Dogra' são comuns em muitas partes do Rajastão. Especificamente, áreas com muitas fortalezas são chamadas de Duggar, e seus habitantes são comumente conhecidos como dogras. A terra de Duggar apresenta também muitos fortes, o que justificaria a denominação conforme tal teoria. Um artigo de Dharam Chand Prashant na revista literária Shiraza Dogri sugeriu que "a opinião de que a palavra 'Duggar' seja uma forma da palavra 'Duggarh' parece apropriada."
O nome 'Doger', escrito em turco como Döğer, é também o nome de uma tribo turcomana oguz, originária da Ásia Central, e também é encontrada entre os curdos. Na Turquia uma cidade recebeu seu nome a partir desta tribo; seu nome é grafado Doker, Duger, Döker e Düğer.

### História recente
No século XIX, uma notável tradução Dogri em Escrita Takri da clássica obra (em Sânscrito) matemática "Lilavati" foi feita pelo famoso matemático Bhaskaracharya (nasc. 1114 d.C..) e publicada pela “ Vidya Vilas Press” de Jammu em 1873. Como a literatura em Sânscrito sempre foi restrita a poucos, o último Marajá da Caxemira, Ranbir Singh providenciu uma tradução do Lilavati para Dogri feita por Jyotshi Bisheshwar, então líder de  Jammu Pathshala.
Dogri estabeleceu uma boa tradição de obras de poesia, ficção e drama. Poetas recentes vêm do século XVIII como  Kavi Dattu (1725-1780) e na corte do Rajá Ranjit Dev tem-se o Prof. Ram Nath Shastri e a Sra. Padma Sachdev. Kavi Dattu é muito bem considerado por seu poemas Barah Massa (Doze meses), Kamal Netra (Olhos de lotus), Bhup Bijog e Bir Bilas.
O “Shiraza Dogri” e “Dogri Sanstha” são periódicos literários Dogri publicados pela Academia de Arte, Cultura e Línguas de Jammu e Caxemira que publicam muitos trabalhos da moderna literatura Dogri. Recentes canções populares incluem Pala Shpaiya Dogarya, Manney di Mauj , Shhori Deya e a conhecida cantora paquitanesa Malika Pukhra tem raízes em Duggar e suas interpretações de canções  são muito populares na região. Alguma composições devotas, as bhajans compostas por Karan Singh foram muito populares, como Kaun Kareyaan Teri Aarti. Há programação em Dogri na Rádio Kashmir e na Doordarshan (Televisão Estatal da Índia) em Jammu e Caxemira. Porém, não há um canal de televisão dedicado à língua Dogri, com há para o Caxemir (canal  Doordarshan Koshur disponível em toda Índia) .
O reconhecimento do Dogri como lingual official foi lento mas progressive. Em 2 de agosto de 1969, o Conselho Geral da Sahitya Academy de Delhi reconheceu a língua como “língua literária moderna e independente” da Índia, com base em voto unânime do conselho de lingüistas. Dogri é uma das línguas oficiais do estado de Jammu e Caxemira desde 22 de dezembro de 2003, um marco maior para o status oficial da língua. Dogri é lingual official da Índia conforme Constituição do país..
No Paquistão (onde é chamado "Pahari") o Dogri continua a crescer, masainda não tem reconhecimento official. A “Alami Pahari Adabi Sangat (Associação Cultutarl Global  Pahari) do país é uma organização dedicada a promover o progresso da lingual.

## Língua e dialetos
Como as línguas Caxemir, Panjabi, Urdu e Hindi são faladas numa região que sempre testemunhou  grandes conflitos de identificação étnic, tudo ficou muito sujeito a questões de dialetos versus línguas. Em várias ocasiões, as línguas Pahari Oeste se confrontaram com dialetos Panjabi e também essas Pahari Oeste (como a Rambani) tiveram conflitos com os dialetos Caxemires. Tradicionalmente todas língua Pahari, exceto o Nepali foram consideradas como Dialetos Hindi. Todas essas línguas têm uma raiz padrão central na qual se baseou sua literatura e de onde vieram todas as variações dialetais.